# Saint-Avit-Saint-Nazaire
Saint-Avit-Saint-Nazaire is een gemeente in het Franse departement Gironde (regio Nouvelle-Aquitaine). De plaats maakt deel uit van het arrondissement Libourne. Saint-Avit-Saint-Nazaire telde op 1 januari 2022 1.484 inwoners.

## Geografie
De oppervlakte van Saint-Avit-Saint-Nazaire bedroeg op 1 januari 2022 18,61 vierkante kilometer; de bevolkingsdichtheid was toen 79,7 inwoners per km².

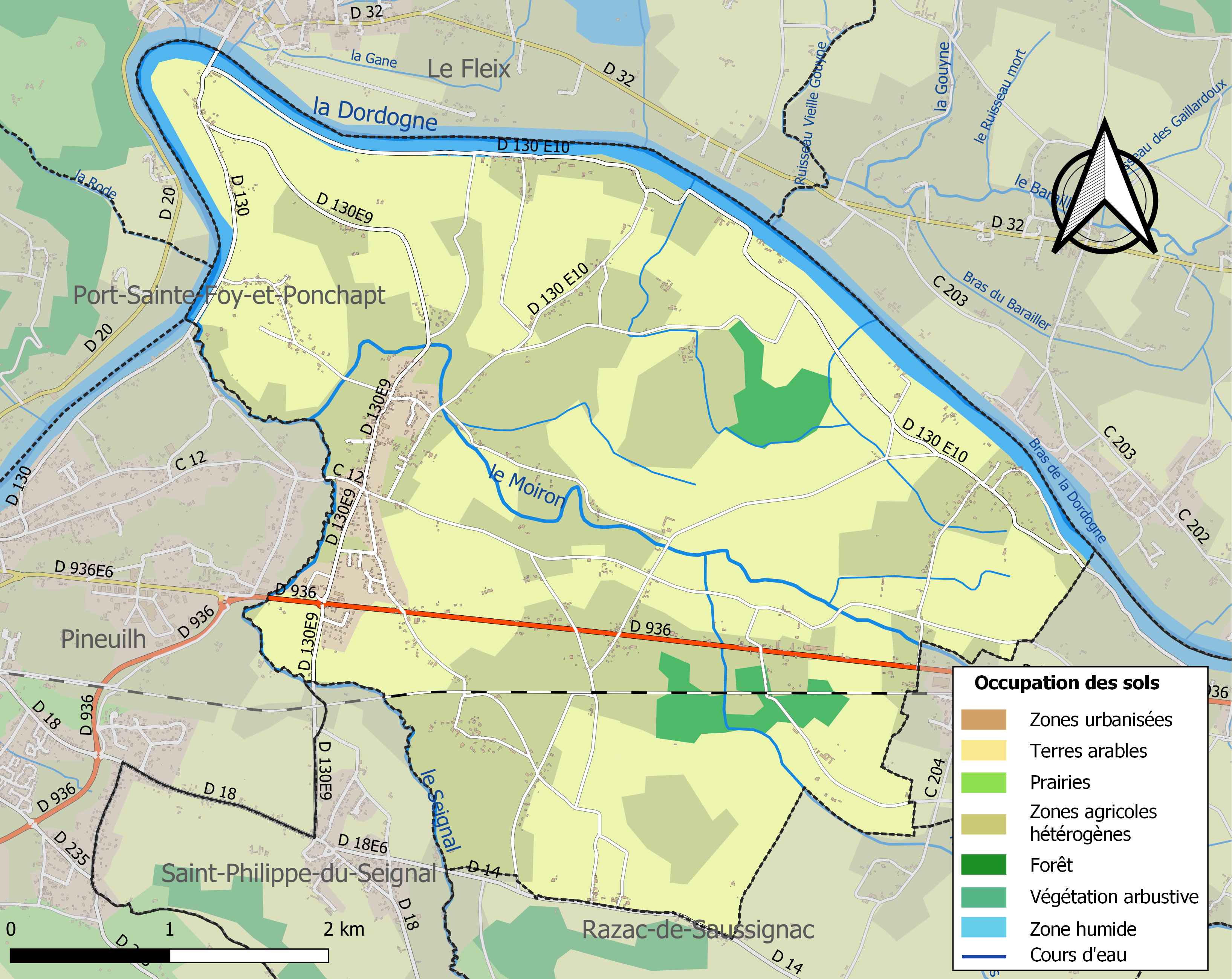
Kaart van de gemeente met belangrijkste infrastructuur, bodemgebruik en omliggende gemeenten

## Demografie
Onderstaande figuur toont het verloop van het inwonertal (bron: INSEE-tellingen).